# Arenillas
Arenillas település Spanyolországban, Soria tartományban. Arenillas Berlanga de Duero, La Riba de Escalote, Barcones, Romanillos de Atienza és Bañuelos községekkel határos. Lakosainak száma 42 fő (2024).

## Népesség
A település népessége az elmúlt években az alábbi módon változott:
| Lakosok száma | 42   | 32   | 28   | 27   | 30   | 33   | 26   | 21   | 53   | 42   |
|               | 2001 | 2004 | 2007 | 2009 | 2012 | 2014 | 2017 | 2019 | 2022 | 2024 |